# Д’Агюяр, Фред
Фред д’Агюяр (англ. Fred D'Aguiar, 2 февраля 1960, Лондон) — гайанский писатель.

## Биография
Родители — гайанцы. В 1962—1972 годах жил в Гайане у бабушки. Перевоначально готовился к работе медбрата в психиатрии, однако в итоге окончил Кентский университет по специальности «Африканские и карибские исследования» (1985). Начал работать в Уорикском университете над диссертацией о творчестве Уилсона Харриса, но, выиграв стипендии на место приглашённого писателя в Кембридже и Бирмингеме, бросил диссертацию и занялся самостоятельным творчеством. Два года (1989—1990) провёл в Кембридже, затем ещё два года — как приглашённый писатель в Амхерсте. Преподавал в Бэйтс колледже (1994—1995), в университете Майами. В 2003 году получил место профессора английской литературы и соруководителя магистратуры по искусству в Политехническом университете Виргинии.

## Творчество
Дебютировал в 1985 книгой стихов, привлекшей внимание критики. В 1994 издал исторический роман Самая долгая память, получивший ряд премий.
Романы писателя переведены на многие языки, включая иврит.

## Произведения
- 1985. Mama Dot. London: Chatto & Windus (книга стихов; премия Малкольма Икс за поэзию, Поэтическая премия Гайаны)
- 1987. High Life (пьеса)
- 1988. The New British Poetry 1968-88. Edited with Gillian Allnutt, Ken Edwards and Eric Mottram
- 1989. Airy Hall. London: Chatto & Windus (книга стихов, Поэтическая премия Гайаны; переизд. 2007).
- 1993. British Subjects. London: Bloodaxe (книга стихов)
- 1994. The Longest Memory. London: Chatto & Windus (Уитбредовская премия за первый роман; телеэкранизация)
- 1995. A Jamaican Airman Foresees His Death. London: Methuen (пьеса)
- 1996. Dear Future. London: Chatto & Windus (роман, Литературная премия Гайаны)
- 1997. Feeding the Ghosts. London: Chatto & Windus (роман; шорт-лист премии Джеймса Тейта Блэка)
- 1998. Bill of Rights. London: Chatto & Windus (поэма)
- 2000. Bloodlines. London: Chatto & Windus (поэма)
- 2001. An English Sampler: New and Selected Poems (книга стихов)
- 2004. Bethany Bettany, 2003. London: Chatto & Windus (исторический роман)
- 2009. Continental Shelf. Oxford: Carcanet (книга стихов; шорт-лист премии Т. С. Элиота)